# Jackson Martínez
Jackson Arley Martínez Valencia, född 3 oktober 1986 i Quibdó är en colombiansk fotbollsspelare som spelar för Portimonense.

## Karriär
Efter ett flertal bra säsonger i colombianska ligan fick många stora sydamerikanska ligor upp ögonen för Martínez. Han valde Mexiko och Jaguares. Första säsongen gjorde han nio mål och slutade fyra i skytteligan. I Copa Libertadores 2011 tog han Jaguares till kvartsfinal. Han fortsatte säsongen efter att dunka in bollar. Detta gjorde att nu europeiska klubbar fick upp ögonen för honom.
Den 7 juli 2012 värvades Martínez till FC Porto. Han gjorde mål direkt i debuten i den portugisiska supercupen. Detta målet gav Porto den 19:e titeln.
Hans första ligamål för Porto kom i matchen mot Vitória Guimarães på straff.
2015 värvade Atlético Madrid Martínez för €35 miljoner.